# LaDonna Smith
LaDonna Smith (2 maart 1951) is een Amerikaanse violiste, altvioliste en pianiste van de vrije improvisatiemuziek.

## Biografie
Smith studeerde klassieke muziek en woont in Birmingham (Alabama), waar ze ook doceert. Ze formeerde met de gitarist Davey Williams in 1974 het Trans Duo. In 1976 richtte ze met Williams het label TransMuseq op en was ze vanaf 1981 een van de uitgevers van het tijdschrift The Improvisor. Ze bracht veel opnamen uit bij haar label, toerde in Europa en tot Rusland, China en Japan met Williams. Ze organiseert ook het Birmingham Improv Festival in Birmingham.
LaDonna speelde met veel improvisatiemuzikanten als Peter Brötzmann, Anne LeBaron, Derek Bailey, Eugene Chadbourne, Andrea Centazzo, John Zorn en de Russische gitarist Misha Feigin. Ze is ook beeldend kunstenares (tekeningen, keramiek).

## Discografie
- 1978: Eugene Chadbourne & LaDonna Smith 2000 Statues (Parachute)
- 1981-1983: Günter Christmann, Torsten Müller, LaDonna Smith, Davey Williams White Earth Streak  (Unheard Music Series)
- 2009: LaDonna Smith, David Sait, Glen Hall, Gino Robair Time Delayed Free Improvisations (aPPRISe)
- 2009: Ladonna Smith & Michael Evans: Deviant Shakti

- Library of Congress Control Number: nr95009966
- MusicBrainz: 844372b9-6580-44eb-81c2-e45c81e4de18
- Virtual International Authority File: 24488910
- WorldCat: E39PBJk8V7Py7MG8qxQYbtqYT3